# 斎藤秀司
斎藤 秀司（さいとう しゅうじ、1957年10月16日 - ）は、日本の数学者。東京大学大学院数理科学研究科教授。専門は数論幾何、代数幾何。

## 略歴[1]

### 学歴
- 1976年（昭和51年）桐朋高等学校卒業
- 1976年（昭和51年）東京大学理科一類入学
- 1980年（昭和55年）東京大学理学部数学科卒業
- 1982年（昭和57年）東京大学大学院理学系研究科修士課程修了
- 1986年（昭和61年）東京大学より理学博士の学位を取得

### 職歴
- 1982-1989 東京大学理学部数学教室助手
- 1989-1992 東京大学教養学部数学教室助教授
- 1992-1997 東京大学大学院数理科学研究科助教授
- 1997-2000 東京工業大学理学部数学科教授
- 2000-2004 名古屋大学大学院多元数理研究科教授
- 2004-2012 東京大学大学院数理科学研究科教授
- 2012-           東京工業大学大学院理工学研究科理学研究流動機構教授

### 海外経験
- 1984-1985 アメリカ：ハーバード大学 客員研究員
- 1986-1988 アメリカ：カリフォルニア大学バークレー校 ミラー研究員
- 1990 アメリカ：ジョンズ・ホプキンス大学 客員教授
- 1993 フランス：パリ南大学およびパリ第7大学 客員教授
- 1994 フランス：ブザンソン大学客員教授
- 1997 ドイツ：ケルン大学客員教授
- 2006 ドイツ：レーゲンスブルグ大学客員教授

## 人物
- 師は伊原康隆、加藤和也。

- 加藤和也との共同研究である高次元類体論の一般化は広く知られている。アーベルの定理の高次元化、代数的サイクル、高次元アーベル=ヤコビ写像などの研究もある。

## 受賞
- 1996年 - 日本数学会春季賞：類体論の一般化および代数的サイクルの研究
- 2010年 - ICM招待講演（ハイデラバード）[2]
- 2018年 - フンボルト賞（アレクサンダー・フォン・フンボルト財団）